# Parammobatodes rozeni
Parammobatodes rozeni là một loài Hymenoptera trong họ Apidae. Loài này được Schwarz mô tả khoa học năm 2003.